# Filament de Coma
Filament de Coma és un filament de galàxia. El filament conté el supercúmul de galàxies de Coma i forma una part de la Gran Barrera CfA2.